# Оруд
Оруд је мало ненасељено острвце у хрватском делу Јадранског мора у акваторији Града Трогира.
Оруд је највеће острвце у тој акваторији. Некад је био насељен, а донедавно пољоприврено коришћен.
Налази се југозападно од острва Дрвеника Велог од којег је удаљен око 1 км.
Површина острва износи 0,39 км². Дужина обалне линије је 2,65 км. . Највиши врх на Оруду је висок 29 метара.
На острвцу се налазе археолошки локалитети.